# 모런트 베이 폭동
모런트 베이 폭동 ( Morant Bay Rebellion ) 은 1865년 10월 11일에 발생한 저항운동으로 자메이카의 모런트 베이에서 침례교 목사인 폴 보글에 의해 일어났다. 운동에 참가한 자메이카 민중들은 돌과 막대기로 무장하였다. 민병대에 의해 일곱 명이 사망한 뒤, 성난 군중은 법원을 불태우고 근처 건물들도 파괴하였다. 그로 인해 25명이 사망하였다. 폭동의 주된 원인은 정의없음과 만연된 가난이었다. 대부분의 자유인들은 높은 투표세로 인해 투표를 할 수 없었고, 그들의 생활 조건은 홍수와 콜레라, 천연두 확산으로 악화되고 있었다. 당시 총독인 에드워드 존 아이어는 그 지역에 계엄령을 선포했다.

## 영국에서의 반응
이 폭동 사건 이후에 영국에서는 에드워드 존 아이어 총독을 지지하는 측과 반대하는 측의 열띤 논쟁이 벌어졌다.
총독의 대량 학살에 대하여 고소하는 입장에선 측은 찰스 다윈, 토머스 헨리 헉슬리, 골드윈 스미스 등이었다.
총독을 변호하는 입장에선 측은 토머스 칼라일, 찰스 디킨스 등이 있었다.